# Kriter VIII
Pour les articles homonymes, voir Kriter.
Kriter VIII ou K.VIII (surnommé le « Grand Cigare ») est un voilier monocoque français de course au large du Team Kriter, mis à l'eau le 28 juillet 1980. 
Il est célèbre pour sa triple victoire consécutive (dans sa catégorie monocoque) des Route du Rhum 1982, 1986 et 1990, et pour son record de la traversée de l'Atlantique en 1983 (dans sa catégorie) alors détenu par Charlie Barr,,.

## Historique
Michel Malinovsky et son monocoque Kriter V de 21 m sont battus de 98 secondes dans un duel au finish à l’arrivée à Pointe-à-Pitre de la première Route du Rhum 1978, après 7 200 km de course transatlantique, remportée en 23 jours 6 h 59 min 35 s par le petit trimaran Olympus Photo de 11 m de Mike Birch. 
Michel Malinovsky et le Team Kriter se font alors construire ce nouveau voilier monocoque de 23 m de type long-léger-étroit par l’architecte naval André Mauric, pour rivaliser (sans succès) avec les multicoques d'alors. Il succède à son Kriter V du même architecte, également concepteur du dernier voilier monocoque Pen Duick VI d'Éric Tabarly de 1973,,.

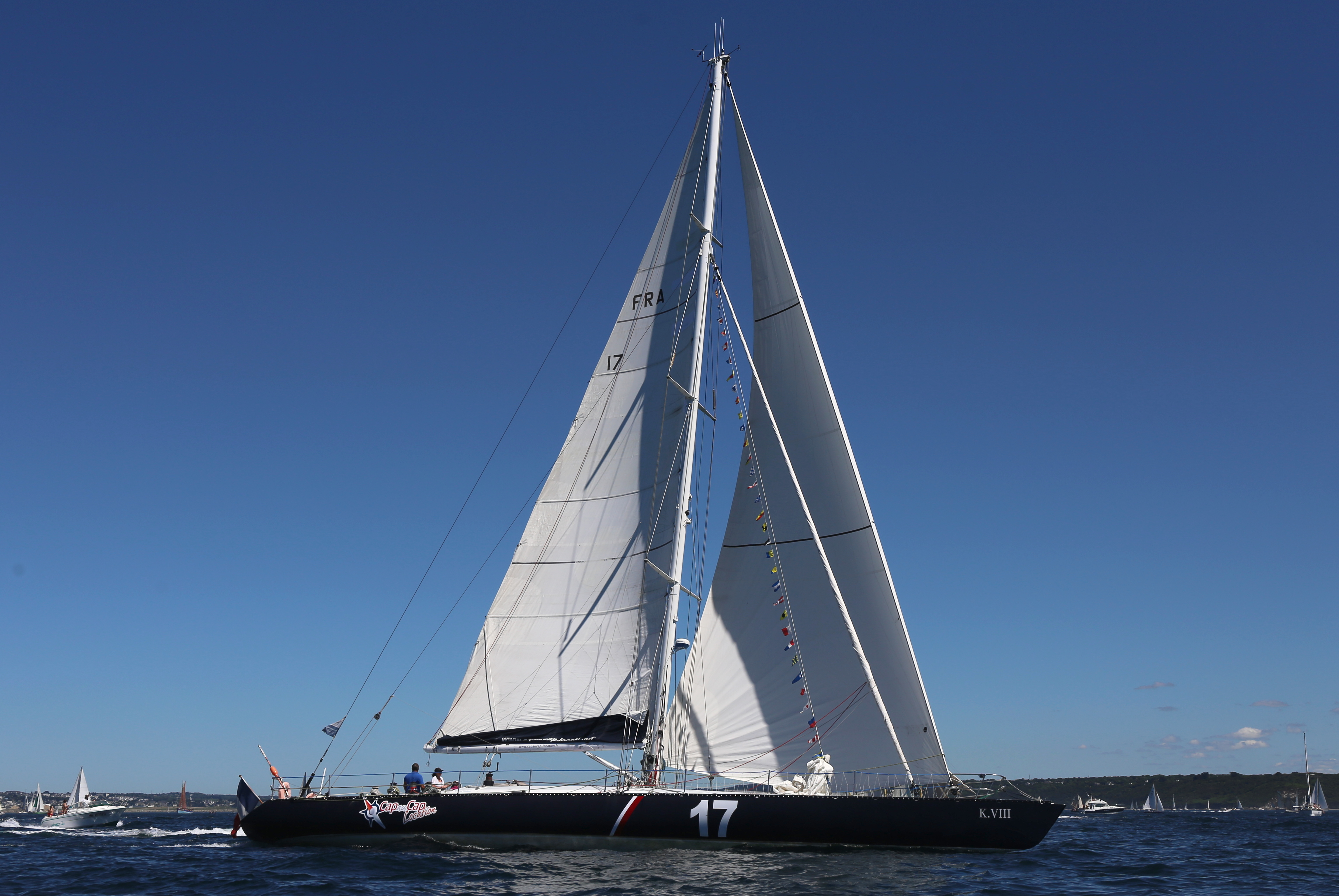
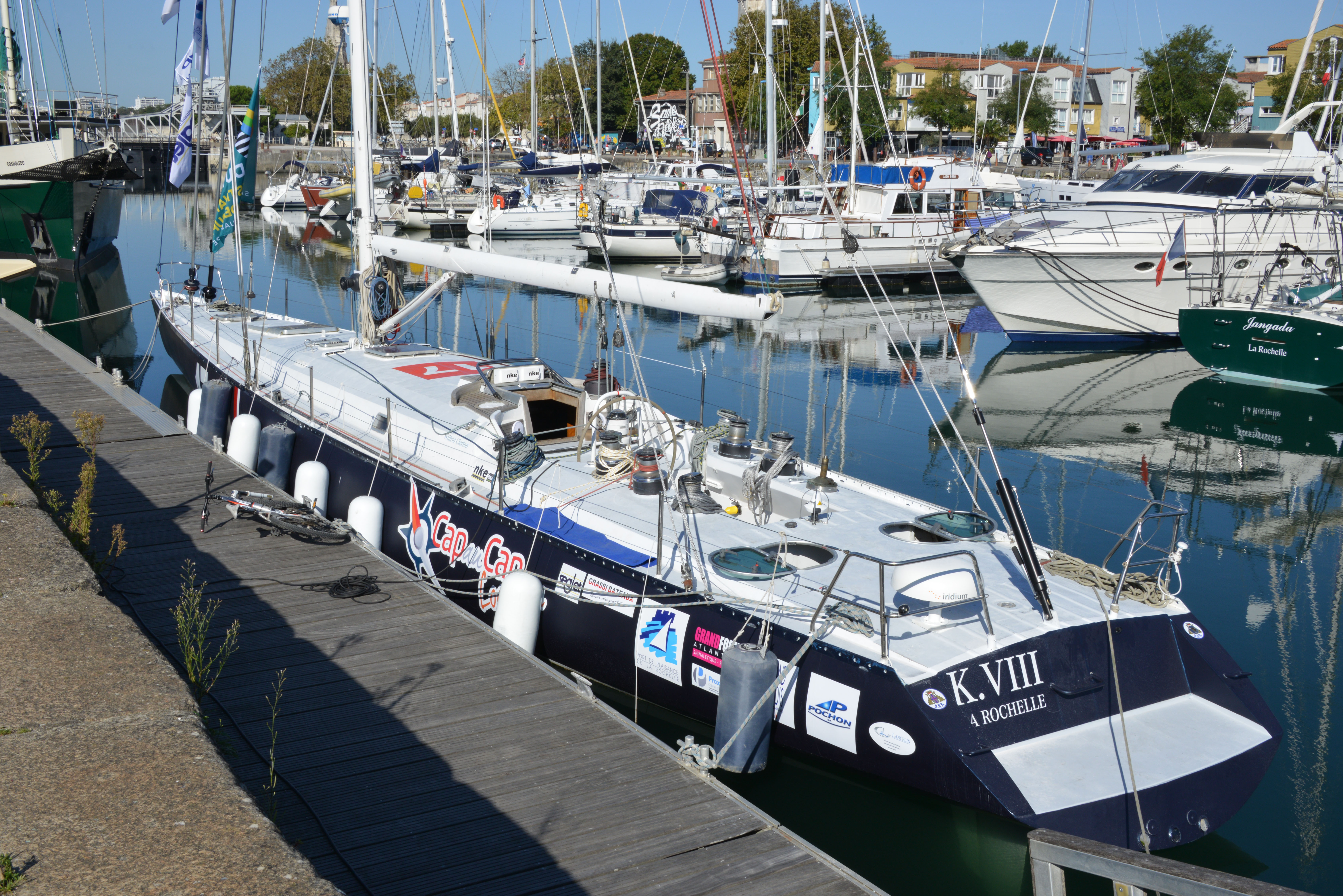

Pour sa première course inaugurale, il est engagé sur la Twostar Europe 1 en 1981, il finit onzième de l'épreuve derrière le voilier Kriter V qu'il a remplacé.
En 1982, le skipper se lance sur sa première Route du Rhum avec son nouveau bateau et arrive dixième au scratch (classement) en Guadeloupe, performance remarquée par le fait qu'il arrive premier de la catégorie des monocoques, dans le célèbre duel monocoques-multicoques d'alors. Il est par ailleurs qualifié par la presse de « l'un des plus beaux bateaux de la Route du Rhum ».

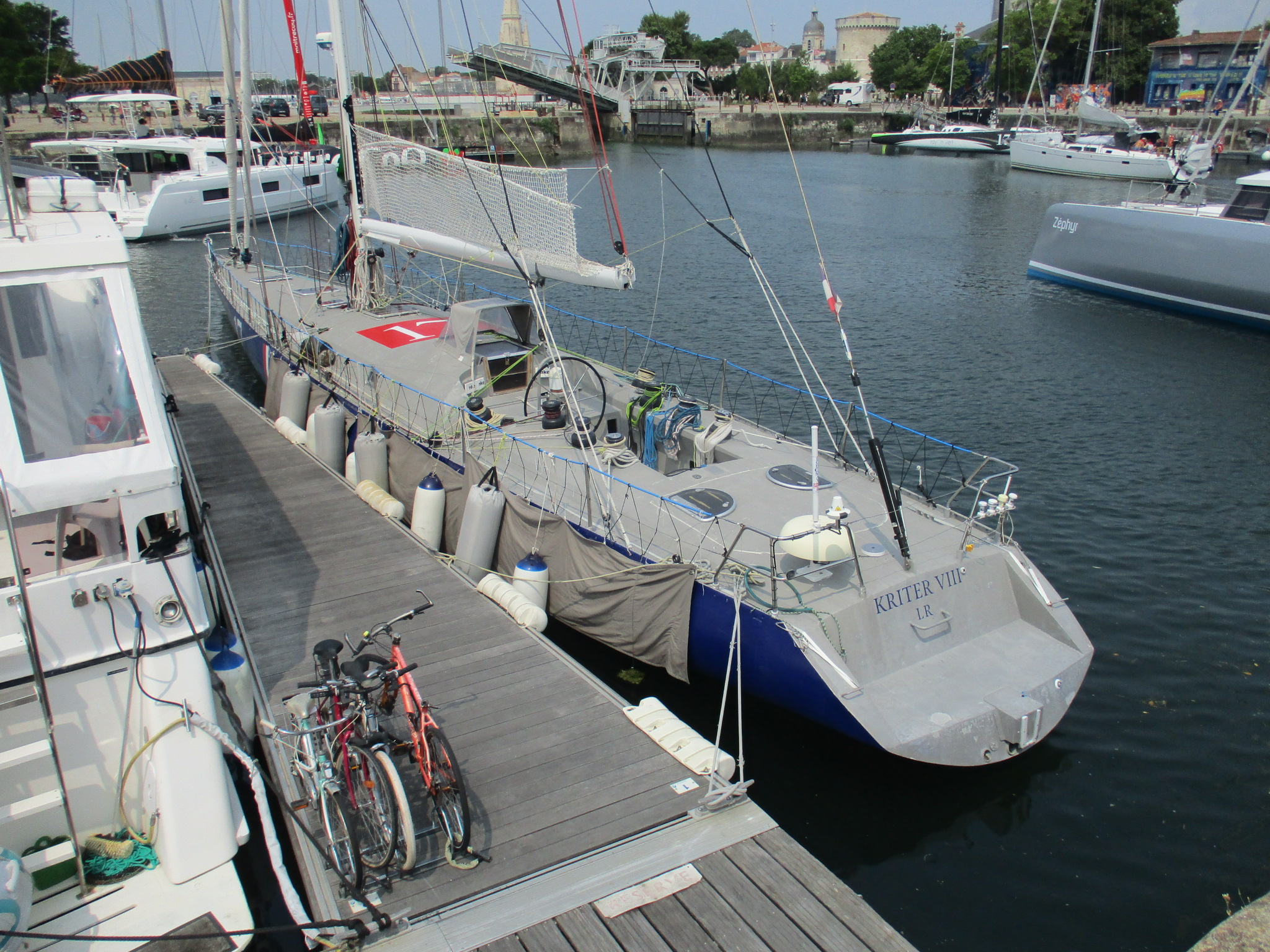
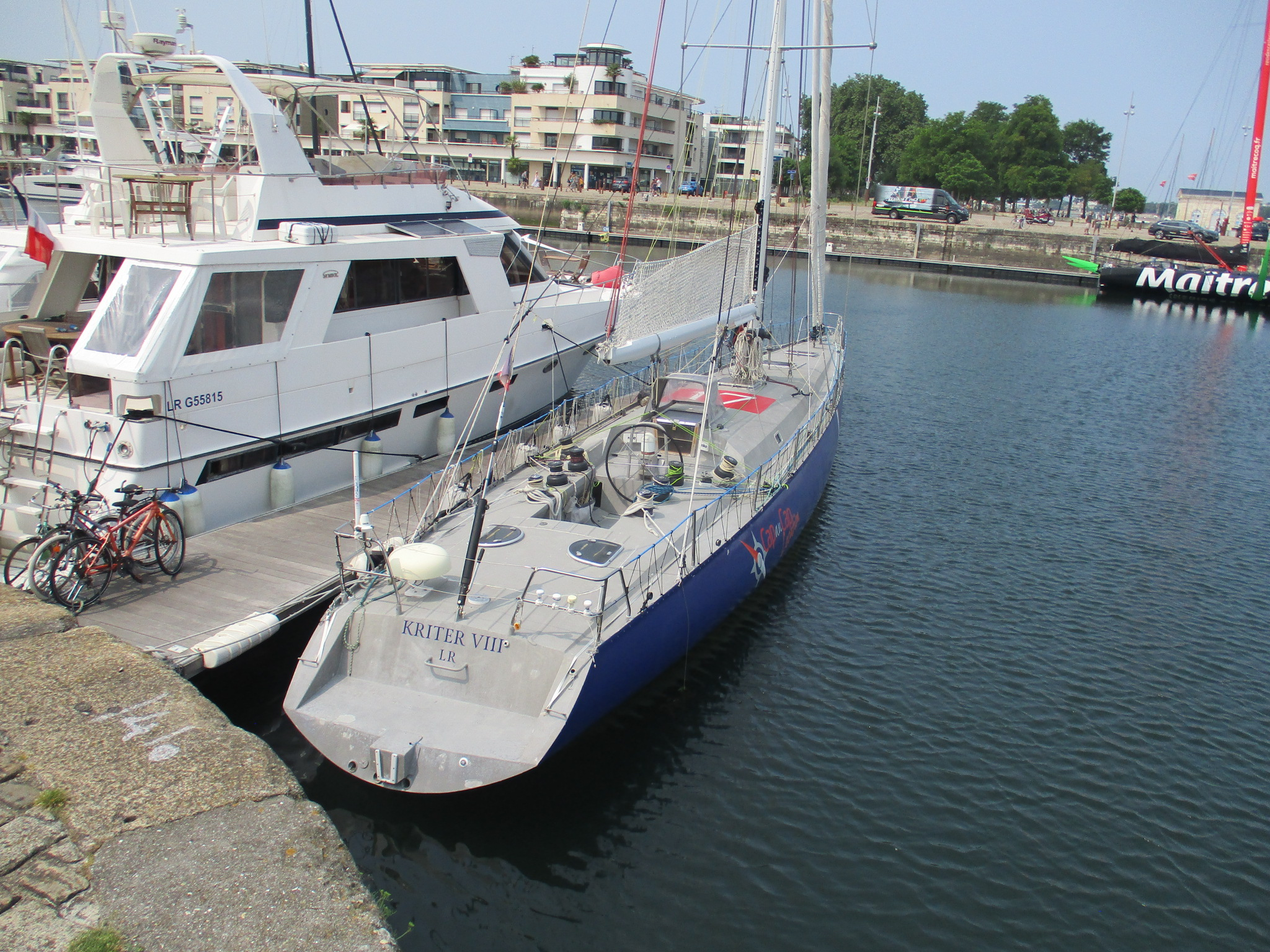

En 1984, le bateau est revendu au Team Macif, et participe en 1986 à sa seconde Route du Rhum, cette fois-ci barré par Pierre Lenormand, le voilier sera pour la seconde fois consécutive le premier monocoque de la flotte à arriver en Guadeloupe.
Les premiers records du voilier arrivent dès 1989, avec Patrick Morvan qui établit en double le record transmanche (Aber-Wrac'h-Plymouth-Aber Wrac'h) en 24 h 4 min 4 s, record qu'il améliorera l'année suivante réalisant le même parcours en 21 h 41 min 36 s.
Entre 1990 et 2003, le voilier connaît de nombreux propriétaires, il revient cependant sur la Route du Rhum 2014 et accroche une quatrième place en catégorie Rhum à l'arrivée en Guadeloupe, avec une troisième victoire consécutive dans sa catégorie monocoque, sous le nom Cap au Cap Location du skipper Wilfrid Clerton.
En 2018, le monocoque participe à sa cinquième Route du Rhum 2018, en terminant 5e de la classe Rhum mono, sous le nom Cap au Cap Location-SOS Villages d'enfants barré par Wilfrid Clerton.
Pour la sixième participation du voilier à la Route du Rhum en 2022, Wilfrid se classe 3e sur 12 inscrits en Rhum Mono. 
Sous le nom de Lycée Maritime et Aquacole de la Rochelle, Wilfrid Clerton pilote le navire dans la Transat Québec-Saint-Malo en 2024 dans la Catégorie Gerry Roufs (50 à 70 pieds) et termine 3e sur 4 inscrits.

## Records
| Date | Record                | Durée                               | Skipper        |
| ---- | --------------------- | ----------------------------------- | -------------- |
| 1989 | Transmanche en double | 24 heures 04 minutes et 04 secondes | Patrick Morvan |
| 1990 | Transmanche en double | 21 heures 41 minutes et 36 secondes | Patrick Morvan |

## Palmarès
- 1981 :
  - 11e de la Twostar Europe 1
  - 5e de New York - Cap Lizard
- 1982 :

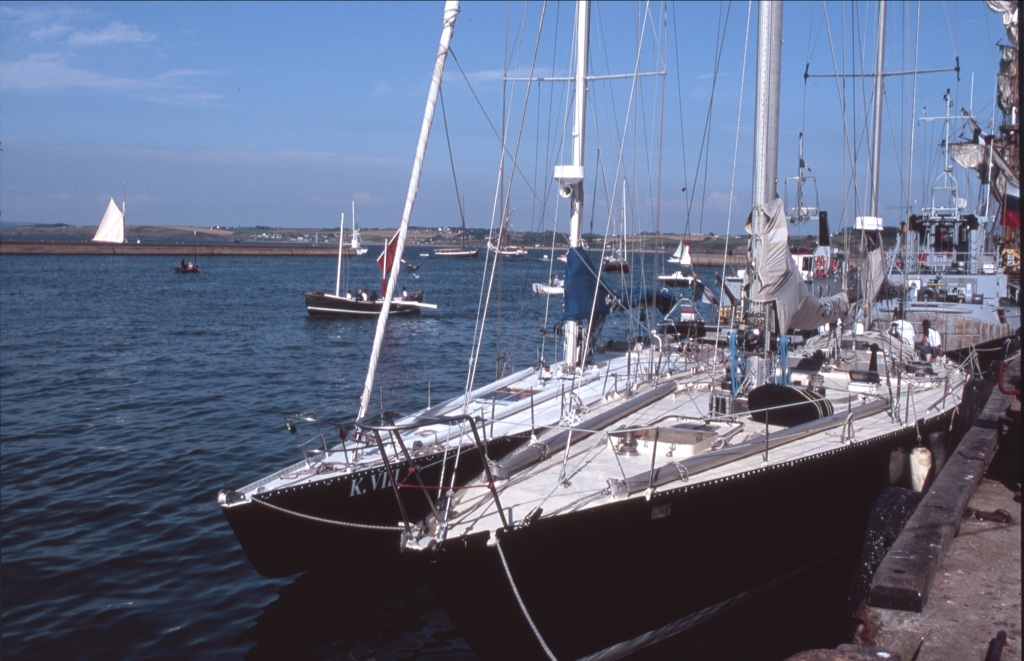
Kriter VIII et Pen Duick VI d'Éric Tabarly, deux célèbres créations d'André Mauric, aux Fêtes maritimes de Douarnenez en Bretagne (2004).

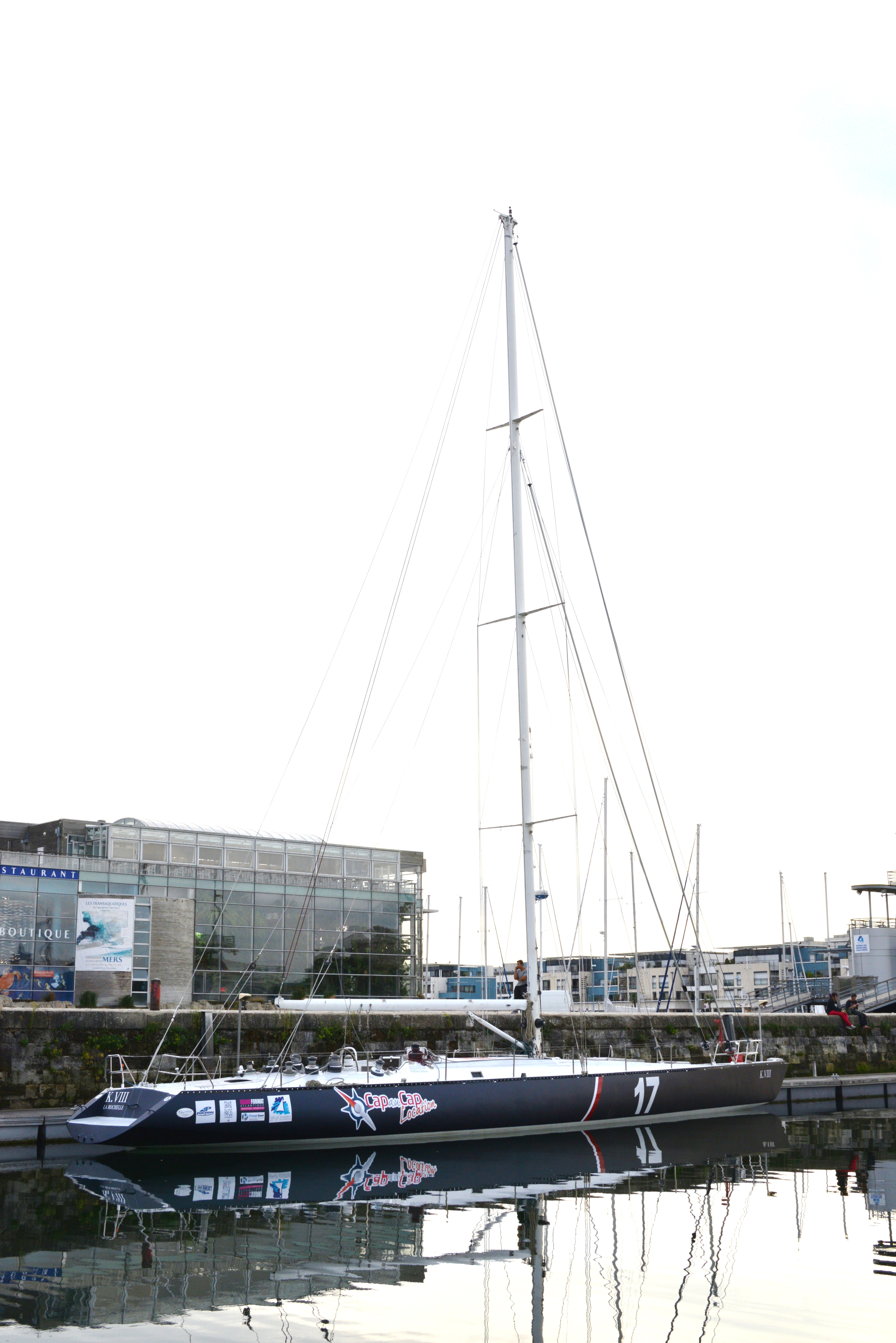
Kriter VIII amarré dans le bassin des chalutiers du Vieux-Port de La Rochelle (2014).

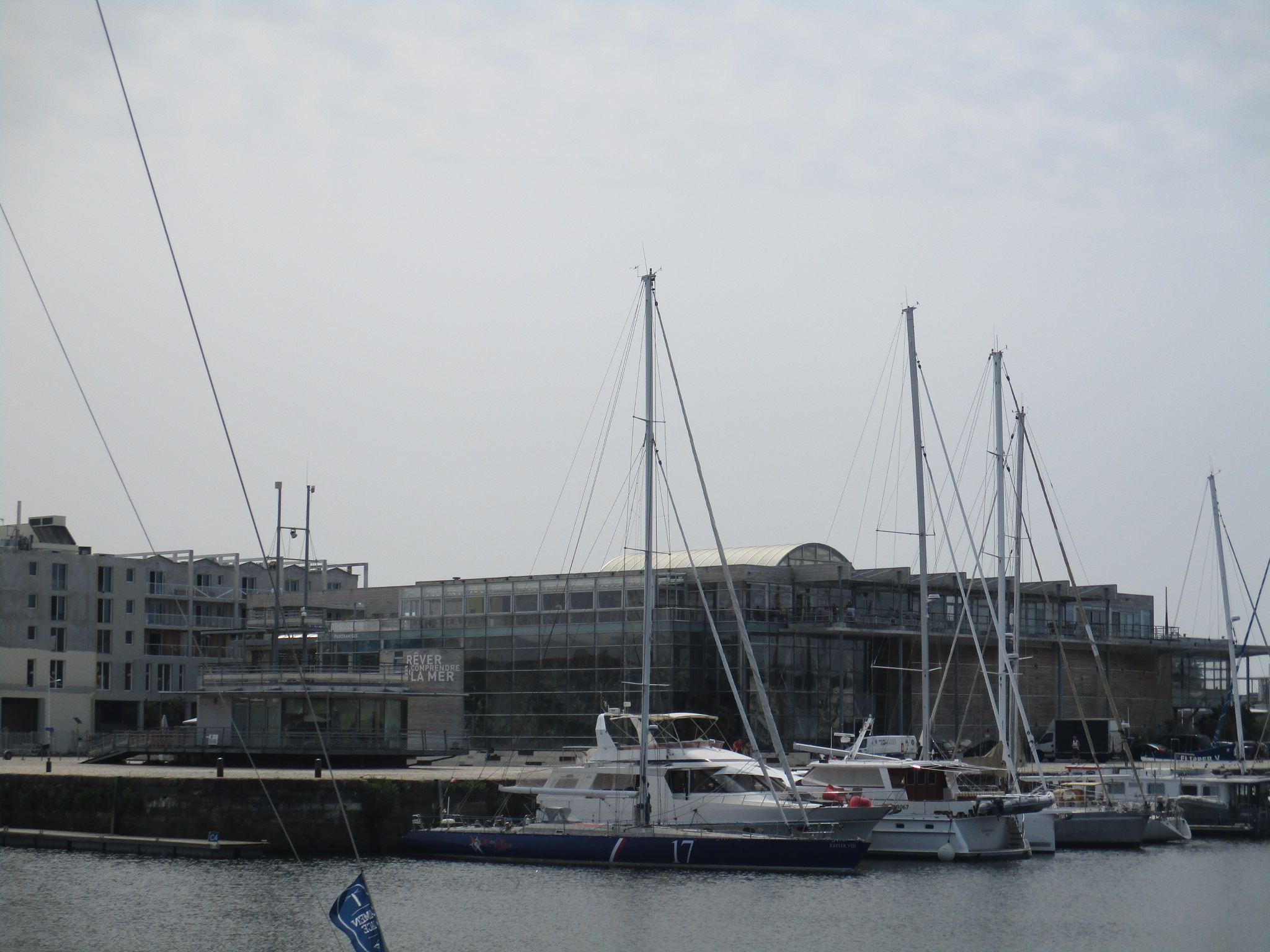
Kriter VIII, devant l'Aquarium La Rochelle, dans le bassin des chalutiers du Vieux-Port de La Rochelle (2023).

  - 14e de La Rochelle - La Nouvelle-Orléans
  - 10e de la Route du Rhum, (vainqueur en catégorie monocoque)
- 1983 :
  - 17e de la Transat Lorient-Les Bermudes-Lorient, (vainqueur dans sa catégorie)
  - vainqueur de La Baule-Dakar dans sa catégorie
- 1986 : 12e de la Route du Rhum, (vainqueur en catégorie monocoque)
- 1987 : 3e de la Transat Lorient - Saint-Pierre-et-Miquelon - Lorient
- 1988 : vainqueur du Tour de Bretagne
- 1990 : 14e de la Route du Rhum, (vainqueur dans sa catégorie)
- 2004 : 39e de Cowes - Saint Malo
- 2006 : 185e de Cowes - Saint Malo
- 2007 : 93e de Cowes - Saint Malo
- 2014 : 43e de la Route du Rhum, (4e Classe Rhum)
- 2016 :
  - vainqueur de la Transmanche
  - vainqueur du record SNSM (catégorie Osiris 2)
  - 11e de la Dhream Cup
  - 32e de la Coupe de Noël (catégorie Osiris 2)
- 2017 :
  - 12e du Tour de Belle-Ile
  - 25e du Tour de Ré (catégorie Osiris)
- 2018 :
  - 29e du Tour de Belle-Ile
  - vainqueur de la Dhream Cup (catégorie Rhum monocoque)
  - 5e de la Route du Rhum (catégorie Rhum mono, 17 inscrits)
- 2022 : 3e de la Route du Rhum (catégorie Rhum mono, 12 inscrits)
- 2024 : 3e de la Transat Québec-Saint-Malo (catégorie Gerry Roufs 50 à 70 pieds, 4 inscrits)